# Arthur et la Guerre des deux mondes
Pour les articles homonymes, voir Arthur et la Guerre des deux mondes (homonymie).
Arthur et la Guerre des deux mondes est le quatrième et dernier tome de la série de livres Arthur et les Minimoys.

## Résumé
Arthur est maintenant coincé dans le pays des Minimoys et M le maudit (Maltazard) est passé dans le monde des humains à la place d'Arthur. Il mesure maintenant plus de 2 m. Il commence alors à semer la terreur dans le monde des humains. Arthur, du haut de ses deux millimètres, arrivera-t-il à l'arrêter ?

## Adaptation cinématographique
L'adaptation de Luc Besson, Arthur 3 : La Guerre des deux mondes, est sortie au cinéma en France le 13 octobre 2010.